# Settembre nero in Giordania
Il settembre del 1970 segna l'inizio, in Giordania, di uno scontro armato che, nella storia araba, è noto come Settembre nero, ed è per questo talvolta indicato come l'"epoca degli eventi spiacevoli". In quel mese, il Re hashemita Husayn di Giordania represse il tentativo delle organizzazioni palestinesi di rovesciare la sua monarchia. L'attacco, effettuato con largo impiego dell'esercito, provocò pesanti perdite anche fra i civili palestinesi, in un conflitto che durò fino al luglio 1971.

## Antefatti
A seguito dello shock dovuto alla schiacciante vittoria israeliana nella guerra dei sei giorni del 1967, diversi gruppi arabi erano alla ricerca di modi per "ripristinare l'onore" o portare avanti la propria causa. I rifugiati palestinesi costituivano una sostanziale minoranza della popolazione giordana ed erano appoggiati da molti regimi arabi, soprattutto dal presidente egiziano Gamal Abd el-Nasser. Israele fu colpito ripetutamente da incursioni attraverso il confine compiute dai guerriglieri fedayyin.
In risposta a una serie di attacchi partiti dal territorio giordano, le forze di difesa israeliane entrarono nel villaggio di Karame il 21 marzo 1968, che si diceva essere la "capitale" della guerriglia. Gli israeliani, che puntavano nel loro assalto a distruggere al-Fatḥ, non riuscirono nel loro intento e si ritirarono rapidamente. Yasser Arafat aveva fatto in tempo a lasciare Karāmeh nottetempo, essendo stato informato dell'imminente attacco. Nella battaglia, circa 300 combattenti dell'Organizzazione per la Liberazione della Palestina furono catturati dalle forze israeliane prima del pomeriggio.
L'arrivo in forze delle truppe giordane rovesciò l'esito della battaglia e permise di infliggere gravi perdite agli israeliani, stimate in 28 soldati israeliani uccisi e 80 feriti, oltre alla perdita di quattro carri armati. Anche se l'esercito giordano si era fatto carico dei combattimenti, l'incidente fu un colpo vincente di pubbliche relazioni per l'OLP e per Arafat, in particolare. La battaglia di Karāmeh fece lievitare il morale dei palestinesi e diede all'OLP un immediato prestigio all'interno della comunità araba.
Yāsser Arafat rivendicò lo scontro come una vittoria (in arabo, "karāmeh" significa "onore") e divenne ben presto un eroe nazionale che aveva avuto il coraggio di affrontare Israele. Masse di giovani arabi entrarono nelle file del suo gruppo, al-Fatḥ. Sotto pressione, Ahmad al-Shuqayrī lasciò la guida dell'OLP e nel luglio 1968, al-Fatḥ si unì a questa e ne prese il controllo.
Nelle enclave e nei campi profughi palestinesi in Giordania, la polizia e l'esercito giordani stavano perdendo autorità. Militanti armati dell'OLP in uniforme giravano liberamente, organizzavano posti di blocco e tentavano di raccogliere quelle che definivano "tasse". Durante i negoziati del novembre 1968, fu raggiunto un accordo in sette punti fra Re Ḥusayn e le organizzazioni palestinesi:
- Ai membri di queste organizzazioni era vietato di circolare armati e in uniforme;
- Era loro vietato di fermare veicoli civili per eseguire perquisizioni;
- Era loro altresì vietato di competere con l'esercito giordano nel reclutamento;
- Era richiesto di portare con sé documenti d'identità giordani;
- I loro veicoli dovevano utilizzare targhe giordane;
- I reati commessi da membri delle organizzazioni palestinesi dovevano essere investigati dalle autorità giordane;
- Le dispute fra organizzazioni palestinesi e il governo sarebbero state risolte da un consiglio congiunto di rappresentanti del re e dell'OLP.

L'OLP, ignorando questi accordi, agì in Giordania come uno Stato nello Stato. Tra la metà del 1968, e la fine del 1969, si ebbero non meno di cinquecento scontri violenti fra la guerriglia palestinese e le forze di sicurezza giordane. Rapimenti e atti di violenza contro i civili si verificavano di frequente. Il capo della Corte Reale giordana (e in seguito primo ministro) Zayd al-Rifāʿī dichiarò che "i fedayn avevano ucciso un soldato, lo avevano decapitato, e avevano giocato a calcio con la sua testa nella zona in cui viveva." (Fonte: Arafat's War di Efraim Karsh, p. 28)
Molti elementi dell'OLP estorcevano a mano armata soldi ai commercianti, con la pretesa che si trattasse di donazioni alla causa palestinese. Le forze di sicurezza giordane solitamente li arrestavano. Le esplosioni di violenza erano comunque in continua crescita. Finché entrambe le parti rispettarono la condizione per cui non sarebbero entrati o rimasti nella capitale, venne evitato uno scontro su vasta scala.
L'OLP continuò anche ad attaccare Israele partendo dal territorio giordano e senza riguardo per l'autorità giordana, provocando dure rappresaglie israeliane che causarono gravi perdite fra i militari e i civili.
Re Ḥusayn fece visita al presidente statunitense Richard Nixon ed al presidente egiziano Nasser nel febbraio 1970. Ritornato in patria, il re pubblicò un editto in dieci punti, limitando le attività delle organizzazioni palestinesi. L'11 febbraio per le strade di Amman scoppiarono combattimenti fra le forze di sicurezza giordane e i gruppi palestinesi, che provocarono circa 300 morti. Cercando di impedire che la violenza dilagasse senza controllo, Re Ḥusayn annunciò: "siamo tutti fedayn"; dopodiché licenziò il ministro degli interni, ostile nei confronti dei palestinesi.
Palestinesi armati misero in piedi un sistema parallelo di controllo dei visti, controlli doganali e posti di blocco nelle città della Giordania ed aumentarono la tensione in un esercito e una società giordana già polarizzati.
In luglio, Egitto e Giordania accettarono il "Piano Rogers" appoggiato dagli USA, che chiedeva un cessate il fuoco nella guerra d'attrito fra Egitto ed Israele ed il ritiro negoziato d'Israele dai territori occupati nel 1967, secondo quanto stabilito dalla risoluzione 242 del Consiglio di sicurezza dell'ONU. Le organizzazioni più radicali dell'OLP, il Fronte Popolare per la Liberazione della Palestina di George Habash, il Fronte Democratico per la Liberazione della Palestina di Nayef Hawatmeh ed il FPLP-Comando Generale di Ahmed Jibril, decisero di minare il regime filo-occidentale di Ḥusayn. Arafat non fece nulla per fermare i radicali.
Tra febbraio e giugno del 1970, circa mille vite erano andate perse nella sola Giordania a causa di questo conflitto.

## Eventi del settembre 1970
Il 1º settembre 1970 fallirono diversi tentativi di uccidere il re. Il 6 settembre, nella serie di dirottamenti di Dawson's Field, tre aerei vennero dirottati dal FPLP: un volo Swissair e un volo TWA, ambedue da al-Zarqa, ed un volo BOAC dal Cairo. Il 9 settembre toccò a un aereo della British Airways da Amman; i passeggeri vennero tenuti in ostaggio. Il FPLP annunciò che i dirottamenti erano progettati "per impartire una lezione agli americani, a causa del loro duraturo appoggio a Israele". Dopo che tutti gli ostaggi furono rilasciati, gli aerei vennero fatti esplodere davanti alle telecamere per dimostrazione. Confrontandosi direttamente con il re e provocandone l'ira, i ribelli dichiararono la zona di Irbīd una "regione liberata".
Il 16 settembre Re Ḥusayn dichiarò la legge marziale. Il giorno successivo, i carri armati giordani della 60ª brigata corazzata attaccarono i quartieri generali delle organizzazioni palestinesi ad Amman; l'esercito attaccò anche i campi di Irbīd, al-Ṣalt, Sweyleh e al-Zarqa, senza fare distinzioni tra civili e guerriglieri. Quindi, il capo della missione di addestramento pakistana in Giordania, Brigadiere Muhammad Zia-ul-Haq (in seguito presidente del Pakistan), prese il comando della 2ª divisione.
Le truppe corazzate erano inefficienti nelle strette vie cittadine e quindi l'esercito giordano rastrellò casa per casa i combattenti palestinesi, finendo per implicarsi in pesanti scontri urbani con gli inesperti e indisciplinati combattenti palestinesi.
Il 18 settembre la Siria, attraverso l'Esercito di Liberazione della Palestina, molto vicino al regime siriano (il cui quartier generale era situato a Damasco), cercò d'intervenire in favore della guerriglia palestinese. Le forze sotto nominazione ELP come dimensioni erano equivalenti a una divisione, e vennero fronteggiate dalla 40ª brigata corazzata dell'esercito giordano.
Alla luce degli eventi recenti, il re giordano chiese l'aiuto statunitense per prevenire l'attacco, che sostanzialmente appoggiato dai siriani, poteva, unito all'azione dei palestinesi, portare a una vittoria di questi ultimi, cosa che avrebbe portato alla fine del suo governo. Allo scopo di proteggere il vitale e strategico alleato giordano, il governo statunitense decise di non intervenire direttamente, ma chiese l'intervento israeliano. L'Aeronautica Militare Israeliana eseguì voli di formazioni di caccia bombardieri a bassa quota sul convoglio di carri dell'ELP diretti verso la Giordania in segno di avvertimento. Presto l'ELP iniziò a ritirarsi. Israele era intervenuta con successo in un conflitto interno arabo, in rappresentanza degli USA, tramite la sola minaccia della violenza.
Nel frattempo, sia Ḥusayn che Arafat parteciparono all'incontro dei capi delle nazioni arabe al Cairo, e il 27 settembre Ḥusayn firmò un accordo che trattava come uguali entrambe le parti e riconosceva alle organizzazioni palestinesi il diritto di operare in Giordania. Il giorno seguente il presidente egiziano Nasser morì per un improvviso attacco di cuore.
Le stime sul numero di persone rimaste uccise nei dieci giorni del Settembre nero variano da tremila a più di cinquemila, anche se non si conoscono i numeri esatti. I giornalisti occidentali erano concentrati all'Hotel Intercontinental, lontani dall'azione. Dal Cairo la Voce degli Arabi, giornale controllato dal governo di Nasser, riportò accuse di genocidio.
Il presidente statunitense Richard Nixon rispose con un'azione di dispiegamento tattico, inviando una task force aggiuntiva composta da una portaerei e dalla nave da assalto dei Marines "Guam", per rinforzare la VI Flotta. La marina militare statunitense si posizionò al largo della costa d'Israele e della Giordania in assetto di attacco, formalmente per "proteggere gli interessi e i cittadini statunitensi". Le forze USA rimasero in allerta nell'area per tutto settembre e ottobre, senza intervenire.

## Dopo settembre
La situazione in Siria divenne instabile e poco dopo Hafiz al-Asad prese il potere con un colpo di Stato.
Il 31 ottobre Arafat, la cui posizione si era indebolita, dovette firmare un altro accordo (simile a quello del novembre 1968) che restituiva il controllo della Giordania al re, e che richiedeva lo smantellamento delle basi di militanti palestinesi e il divieto per i loro membri di portare armi senza autorizzazione. Ad un successivo incontro del Consiglio Nazionale Palestinese, sia il FPLP che il FDLP si rifiutarono di accettare l'accordo e invece approvarono un progetto secondo cui la Giordania sarebbe diventata parte dello Stato Palestinese, che avrebbe preso il posto di Giordania e di Israele.
Le violazioni degli accordi continuarono e il 9 novembre il primo ministro giordano Wasfi al-Tall firmò un ordine di confisca delle armi detenute illegalmente. Nel gennaio 1971 l'esercito aveva rafforzato il controllo delle città. Un altro accordo riguardante la consegna delle armi venne firmato e poi disatteso. Dopo la scoperta di un deposito illegale di armi a Irbīd, in primavera, l'esercito impose il coprifuoco, ed iniziarono i rastrellamenti e gli arresti dei ribelli. Il 5 giugno diverse importanti organizzazioni palestinesi, tra cui al-Fatha di Arafat, esortarono, da Radio Baghdad, a rovesciare Re Ḥusayn, che era considerato come un'"autorità fantoccio separatista".
L'esercito giordano riprese il controllo delle ultime roccaforti dell'OLP, le città montane di Jerash e Ajlūn, Re Ḥusayn dichiarava nel luglio 1971 il "ripristino della sovranità, il controllo e la calma assoluta" nel Regno.

## Conseguenze
Il numero di vittime di quella che somigliò molto a una guerra civile viene stimato in decine di migliaia, ed entrambe le parti furono coinvolte nell'uccisione volontaria di civili. Si trattò di un punto di svolta per l'identità della Giordania, e il Regno s'impegnò da allora in un programma di "giordanizzazione" della società.
La Giordania tuttora fa i conti con la questione arabo-israeliana, che ha inciso fortemente anche nella costruzione di una vera e propria identità giordana. Il governo non fornisce appositamente dati ufficiali ma si stima che la presenza di palestinesi e/o discendenti palestinesi nel paese corrisponda al 70% della totale popolazione. Di certo il conflitto con Israele ha dato vita a delle caratteristiche specifiche nel tessuto sociale e creato delle divisioni tra comunità. Da un lato vi sono i “transgiordani” ovvero gli abitanti del paese fin dai tempi in cui la Giordania non era uno stato, e dall'altro i palestinesi o i loro discendenti che sono appunto tutti coloro che abitavano nelle zone storiche di Palestina oggi, Israele. I cosiddetti “palestinesi giordani” dunque discendenti dei palestinesi giunti in Giordania tra il Nakba e il Naksa (1948-1967) sono oggigiorno in gran parte cittadini giordani a tutti gli effetti in seguito al trattato del 1994. Le storiche tensioni tra le due comunità hanno rinforzato un clima di mutuo sospetto e divisione fra le due principali componenti della popolazione che ha reso difficile trovare unità d’intenti per promuovere istanze socioeconomiche comuni.
I militanti palestinesi vennero espulsi in Libano, come risultato degli accordi del Cairo (si veda prima guerra civile libanese).
Alcuni membri di al-Fatḥ fondarono l'organizzazione terroristica Settembre Nero. Il 28 novembre 1971 quattro suoi membri assassinarono al Cairo Wasfi al-Tall.